# Hans R. Reinhard
Hans R. Reinhard, född den 21 april 1919, död den 18 mars 2007, var en schweizisk botaniker som var specialiserad på orkidéer.
Auktorsnamnet H.R.Reinhard kan användas för Hans R. Reinhard i samband med ett vetenskapligt namn inom botaniken; se Wikipediaartiklar som länkar till auktorsnamnet.
|  | Wikispecies har information om Hans R. Reinhard. |